# Flebovirus de Alenquer
El flebovirus de Alenquer (ALEV) es un virus del género Phlebovirus, uno de los ocho virus transmitidos por artrópodos que fueron aislados por primera vez en los principios de la década de 1980. Se descubrió el virus en sitios a lo largo de las carreteras construidas en la selva amazónica de Brasil para los colonos. Se aisló este virus en algunos casos de fiebre esporádico en los seres humanos que viven en zonas selváticas de Brasil y Panamá.